# Villa Bittner
Villa Bittner, detta anche villa Degischer, è una storica residenza di Bolzano in Alto Adige.

## Storia
La villa venne eretta nel 1896 secondo il progetto dell'architetto Johann Bittner come casa di villeggiatura per la propria famiglia.
L'edificio è tutelato dal 1998.

## Descrizione
La villa si trova in località Colle di Villa (Bauernkohlern) nel comune di Bolzano. Realizzata secondo i canoni dell'Heimatstil, ha il pian terreno in muratura, mentre i piani superiori sono in legno. Si caratterizza per la presenza di torrette ed erker e per il tetto irregolare.